# Santo Tomé (Santa Fe)
Santo Tomé is een plaats in het Argentijnse bestuurlijke gebied  La Capital in de provincie Santa Fe. De plaats telt 59.072 inwoners.

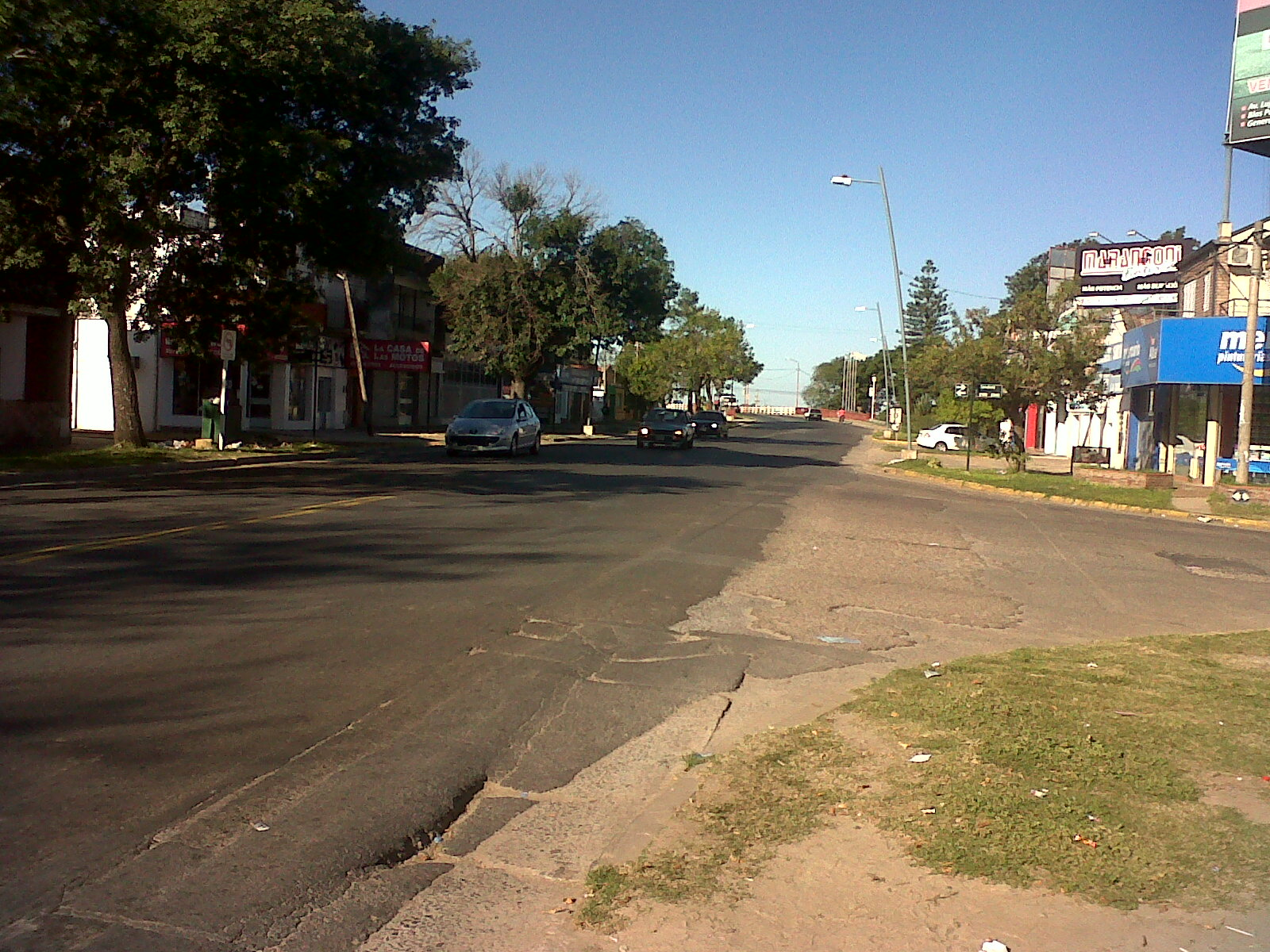
Avenida 7 de Marzo